# وكالة أنباء العمال الإيرانية
وكالة أنباء العمال الإيرانية أو وكالة الأنباء إيلنا (ILNA) (بالفارسية: خبرگزاری کار ایران) هي وكالة أنباء إيرانية أُسست في طهران تاريخ 24 فبراير 2003 لتغطية أخبار النقابات العمالية في البلاد، ولكن أُغلقت الوكالة في سنة 2007 ثم أُعيد إطلاقها مجددًا في سنة 2008.
قدمت الوكالة تغطية تلفزيونية لحفل جائزة الأوسكار التاسع والثمانين في فوز فيلم البائع كأفضل فيلم أجنبي في سنة 2016.